# Philippe Nédélec
Pour les articles homonymes, voir Nédélec (homonymie).
Philippe Nédélec, né le 28 juin 1961 à Angers (Maine-et-Loire) est un écrivain et photographe français qui a publié une vingtaine d'ouvrages consacrés principalement à l'Anjou (romans, nouvelles, documentaires, livres touristiques) ainsi qu'une biographie d'Hervé Bazin.

## Biographie
Philippe Nédélec a publié en 1998 un premier roman, Rue Saint-Blaise, histoire mettant en scène de jeunes adultes qui se déroule dans les rues d'Angers.
En 2004, il publie un recueil de nouvelles Histoires pas très cathodiques où il prend un ton résolument léger pour mettre en scène huit femmes à travers huit nouvelles.
En 2007, dans un second roman, J’irai décrocher la Une, il réinterprète les mécanismes de la privatisation de la télé en suivant le  début de carrière de deux jeunes gens trop ambitieux.
En 2008, avec son épouse Catherine, ils publient Dans les pas d’Hervé Bazin, première biographie intégrale consacrée au président de l’Académie Goncourt.
De 2011 à 2016, Philippe et Catherine Nédélec ont publié six documentaires sur leur département : Le guide secret du Val de Loire , Brissac, une famille et un village dans la grande histoire de France, Les grandes catastrophes en Anjou, l'Anjou mystérieux, L'Anjou cube, Je découvre Angers et sa région. À l'automne 2015, l'expérience de leur travail à deux est présentée aux 45e Journées de l'école de la cause freudienne.
En septembre 2016, une nouvelle de Philippe Nédélec contant l'histoire d'un enfant sur les bords de la Loire est sélectionnée dans le recueil Le Goût de l'Anjou, anthologie parue au Mercure de France.
En septembre 2017, il publie un deuxième recueil de nouvelles Les amants du Ralliement, 18 textes où il conte la conquête quotidienne du bonheur par 18 personnages vivants dans 18 quartiers d'Angers entre 1972 et 2017. Au fil de récits où l'humour est toujours très présent, ce livre montre l'évolution de la sociologie et de l'urbanisme de la ville en un demi-siècle,,.
En juin 2023, Rando - Angers et sa région est une invitation à la découverte des curiosités patrimoniales et touristiques d’Angers. Richement illustré, ce guide recherche les points de vue sur les facettes moins connues de la cité.
En 2024, Vu d'ici, vues d'ailleurs est un ouvrage présentant 100 clichés pris dans 12 pays sur 3 continents qui invitent à un tour du monde inattendu, avec des retour à chaque chapitre sur des images fortes de l'Anjou.

## Publications
Romans et nouvelles 
- Les amants du Ralliement, Éditions du Petit Pavé, 2017[13]
- J'irai décrocher la Une, Éditions du Petit Pavé, 2007
- Histoires pas très cathodiques, Éditions du Petit Pavé, 2004
- Rue Saint-Blaise, Éditions du Petit Pavé, 1998

Livres écrits avec Catherine Nédélec
- Je découvre Angers et sa région, Éditions Geste, 2016[14]
- Les grandes catastrophes en Anjou, Éditions Geste, 2013[15]
- Brissac, une famille et un village dans la grande histoire de France, Éditions du Petit Pavé, 2012[16]
- Le guide secret du Val de Loire, Éditions Ouest-France, 2011[17]
- L'Anjou, entre Loire et tuffeau, Éditions Ouest-France, 2001, réédité en 2010

Livres photos sur l'Anjou
- Vu d'ici, vues d'ailleurs, Éditions du Petit Pavé, 2024[12]
- Rando - Angers et sa région, Éditions Geste, 2023
- Festival d’Anjou : 70 ans de théâtre, Éditions 303, Collectif, 2017[18]
- L'Anjou mystérieux, Éditions Geste, 2015[19]
- L'Anjou, trésors de terre et d'eau, Éditions Hermé, Collectif, 2003
- Anjou-Maine-et-Loire, aux Éditions Siloë, collectif, 1993

Autour d'Hervé Bazin
- Dans les pas d'Hervé Bazin : une vie, une œuvre, un terroir, Éditions du Petit Pavé, 2008[20]
- Actes du colloque de l'Université d'Angers sur Hervé Bazin, célèbre inconnu, 2009
- Recueil du Ministère de la Culture sur les Célébrations nationales, 2011
- Retour sur les lieux du cri, film TV, Interviewes d'Hervé Bazin sur les lieux où il a vécu en Anjou, réalisation Patrick Manain, 1996